# Nhiễu xạ

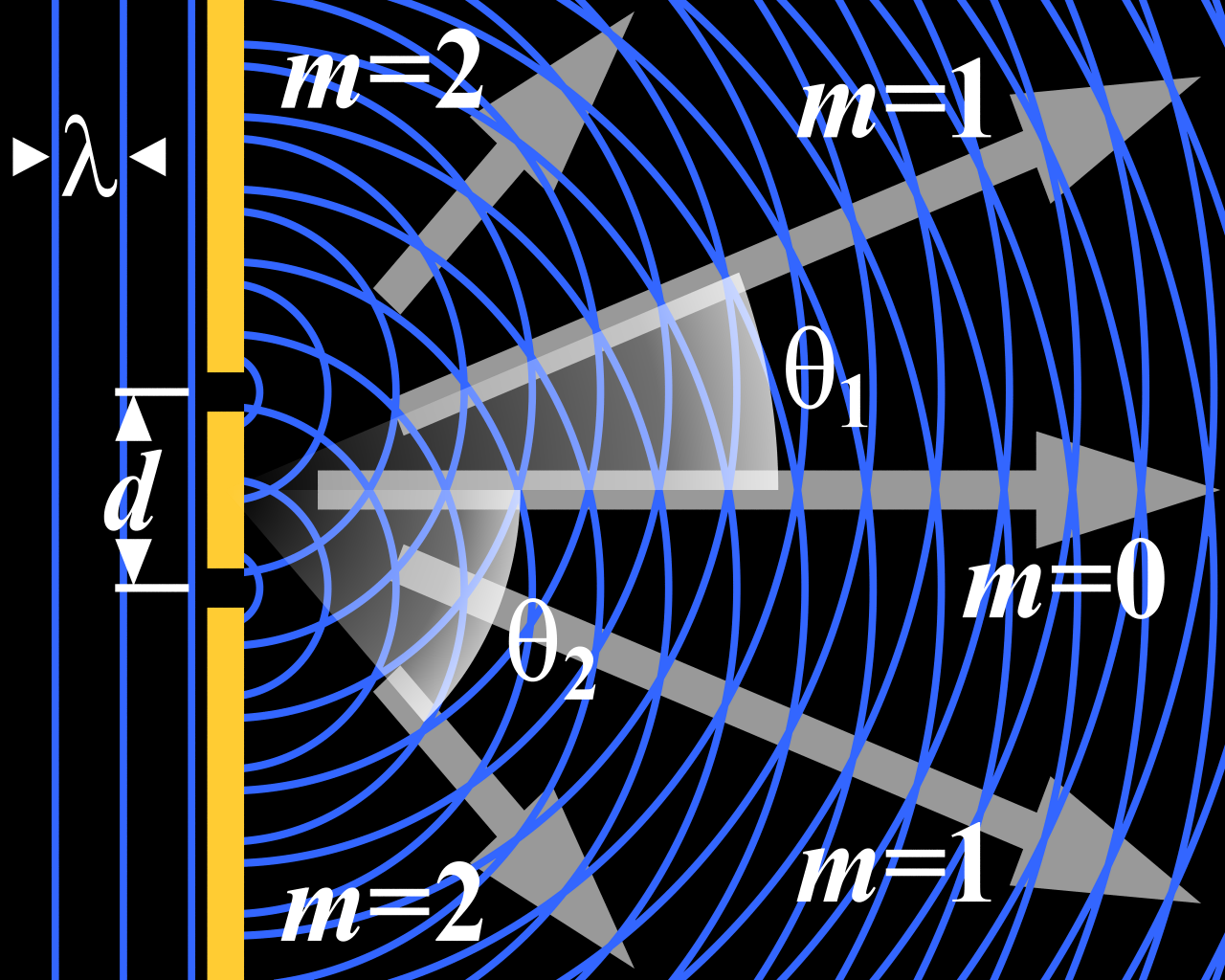
Một sóng phẳng đi qua hai khe và bị nhiễu xạ, tạo ra sóng lan toả ra mọi phía từ hai khe, hai luồng sóng lan từ hai khe lại giao thoa tiếp với nhau.

Nhiễu xạ (tiếng Anh: Diffraction) là hiện tượng quan sát được khi sóng lan truyền qua khe nhỏ hoặc mép vật cản (rõ nhất với các vật cản có kích thước tương đương với bước sóng), trong đó sóng bị lệch hướng lan truyền, lan toả về mọi phía từ vị trí vật cản, và tự giao thoa với các sóng khác lan ra từ vật cản.
Hiện tượng nhiễu xạ đã được quan sát với mọi loại sóng, như âm thanh, sóng nước, sóng điện từ (như ánh sáng hay sóng radio), hay các hạt thể hiện tính chất sóng thông qua lưỡng tính sóng hạt.

## Lịch sử nghiên cứu

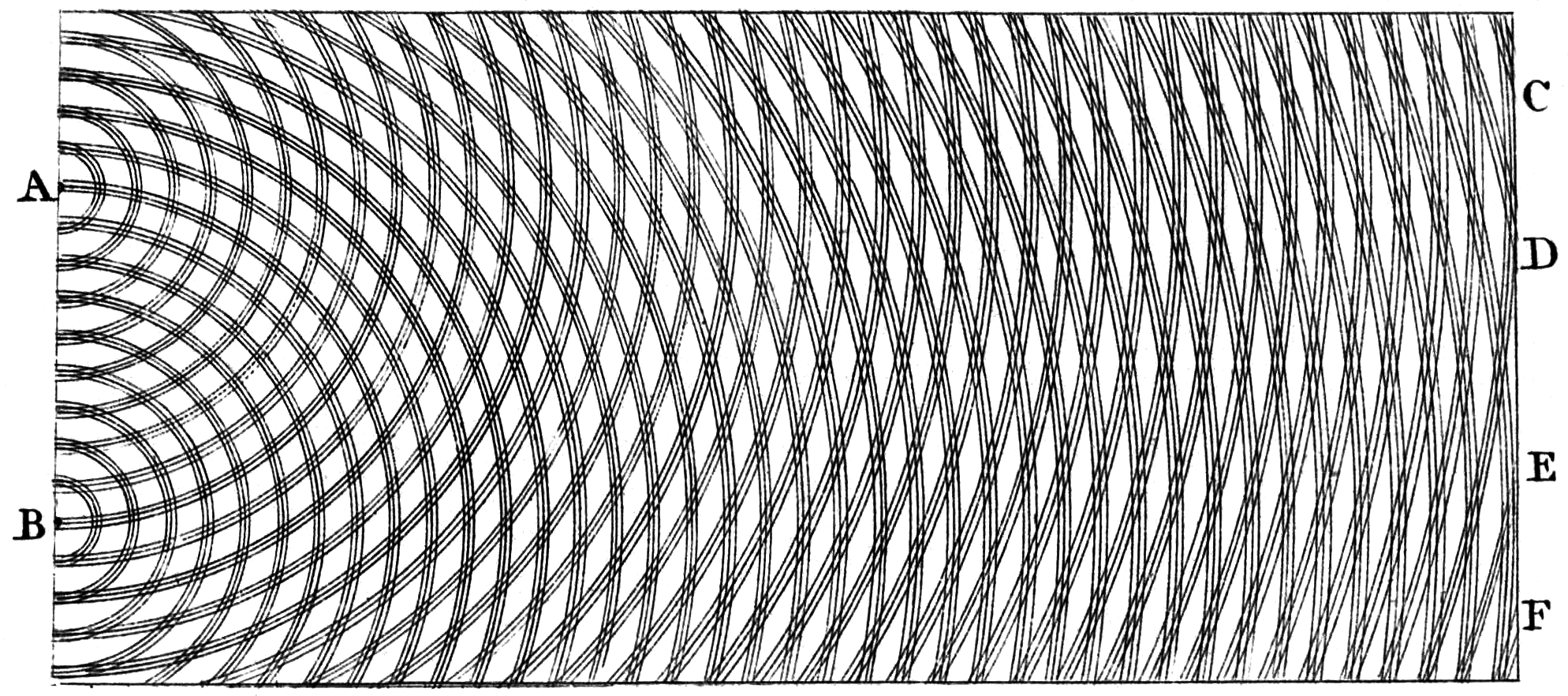
Bản vẽ của Young về nhiễu xạ hai khe hở của sóng nước, được ông trình bày cho Hội Hoàng gia năm 1803.

Hiệu ứng nhiễu xạ của ánh sáng lần đầu được quan sát và mô tả tỉ mỉ bởi nhà vật lí Francesco Maria Grimaldi, người đã đặt ra khái niệm nhiễu xạ (trong tiếng Anh là diffraction) từ khái niệm diffringere trong tiếng Latin có nghĩa là tách ra thành nhiều mảnh. Tuy nhiên, kết quả nghiên cứu chỉ của Grimaldi chỉ được công bố sau khi ông qua đời vào năm 1665. Isaac Newton nghiên cứu về hiện tượng này và quy chúng thành sự uốn cong của tia sáng. James Gregory (1638 - 1675) quan sát mô hình nhiễu xạ gây ra bởi một sợi lông chim, và đây là cách tử nhiễu xạ hiệu quả đầu tiên được khám phá. Thomas Young tiến hành thí nghiệm nổi tiếng vào năm 1803 thể hiện sự giao thoa ánh sáng từ hai khe hở nhỏ gần nhau. Young giải thích kết quả như là hiện tượng giao thoa giữa các sóng phát ra từ khe hở, ông quả quyết rằng ánh sáng là sóng. Augustin-Jean Fresnel tiến hành thêm các cuộc nghiên cứu và tính toán dứt khoát về hiện tượng nhiễu xạ, công bố năm 1816, và 1818  và từ đó tạo ra sự ủng hộ thuyết sóng ánh sáng mà đã được phát triển bởi Christiaan Huygens và được tiếp thêm sức mạnh bởi Young, chống lại thuyết hạt ánh sáng thuần tuý của Newton.

## Cơ chế
Trong Vật lí cổ điển hiện tượng nhiễu xạ xảy ra do cách mà sóng được lan truyền; nó được mô tả bởi Nguyên lí Huyghens - Fresnel và Nguyên lí chồng chập. Sự truyền của sóng có thể được hình dung bằng cách coi mọi chất điểm trong môi trường truyền của đầu sóng là một nguồn điểm của một sóng cầu thứ cấp.